# 性激素结合球蛋白
性激素结合球蛋白（英語：Sex hormone-binding globulin，亦称为性甾体结合球蛋白，简称为SHBG或SSBG）是一种结合性激素的糖蛋白，特别结合到睾酮与雌二醇。其他的例如孕酮、皮质醇以及其他皮质类固醇等甾体激素则被结合到皮质类固醇结合球蛋白。